# Gauliga Mitte 1933/34
De Gauliga Mitte 1933/34 was het eerste voetbalkampioenschap van de Gauliga Mitte. De Gauliga werd in 1933 in het leven geroepen als nieuwe hoogste klasse in het Duitse voetbal en had zestien regionale onderverdelingen. FC Wacker Halle werd met drie punten voorsprong op SV Steinach kampioen en plaatste zich voor de eindronde om de Duitse landstitel, waar de club in de groepsfase uitgeschakeld werd.

## Samenstelling
De samenstelling van de Gauliga Mitte kwam als volgt tot stand. Alle clubs speelden voordien in competities van de Midden-Duitse voetbalbond. 
- de top drie uit de Elbecompetitie 1932/33:
  - FV Fortuna 1911 Magdeburg
  -  MSC Preußen 1899
  - SV Viktoria 1896 Magdeburg
- de twee beste teams uit de Saalecompetitie 1932/33:
  -  Hallescher FC Wacker
  - SV Merseburg 99
- de kampioen van Mulde 1932/33:
  -  VfL 1911 Bitterfeld
- de top twee van de Noord-Thüringse competitie 1932/33:
  -  SC Erfurt 1895
  -  SpVgg 02 Erfurt
- de kampioen van de Oost-Thüringse competitie 1932/33:
  - 1. SV 03 Jena
- de kampioen van de Zuid-Thüringse competitie 1932/33:
  - SV 08 Steinach

## Eindstand
| Plaats | Club                        | Wed. | W  | G | V  | Saldo | Ptn.  |
| ------ | --------------------------- | ---- | -- | - | -- | ----- | ----- |
| 1.     | Hallescher FC Wacker        | 18   | 11 | 4 | 3  | 55:21 | 26:10 |
| 2.     | SV 08 Steinach              | 18   | 10 | 3 | 5  | 50:33 | 23:13 |
| 3.     | VfL 1911 Bitterfeld         | 18   | 9  | 4 | 5  | 44:34 | 22:14 |
| 4.     | SpVgg 02 Erfurt             | 18   | 8  | 4 | 6  | 43:45 | 20:16 |
| 5.     | SV Viktoria 1896 Magdeburg  | 18   | 7  | 5 | 6  | 43:40 | 19:17 |
| 6.     | SC Erfurt 1895              | 18   | 7  | 4 | 7  | 45:40 | 18:18 |
| 7.     | 1. SV 03 Jena               | 18   | 7  | 3 | 8  | 40:50 | 17:19 |
| 8.     | SV Merseburg 99             | 18   | 6  | 4 | 8  | 35:39 | 16:20 |
| 9.     | FV Fortuna 1911 Magdeburg   | 18   | 4  | 5 | 9  | 35:53 | 13:23 |
| 10.    | Magdeburger SC Preußen 1899 | 18   | 2  | 2 | 14 | 24:59 | 06:30 |

|  | Kampioen, geplaatst voor nationale eindronde |
|  | Degradatie naar Bezirksliga                  |

## Promotie-eindronde
| Plaats | Club                       | Wed.              | Saldo             | Ptn.              |
| ------ | -------------------------- | ----------------- | ----------------- | ----------------- |
| 1.     | Cricket-Viktoria Magdeburg | 2                 | 8:3               | 3:1               |
| 2.     | Sportfreunde Halle         | 2                 | 3:8               | 1:3               |
| 3.     | 1. FC Lauscha              | Gediskwalificeerd | Gediskwalificeerd | Gediskwalificeerd |

|  | Promotie naar Gauliga Mitte 1934/35 |